# Chongqing World Financial Center
Le Chongqing World Financial Center est un gratte-ciel de 339 mètres construit en 2015 à Chongqing en Chine. Il possède 72 étages.
Les architectes sont l'agence de Taiwan, C.Y. Lee & Partners Architects/Planners et la société Dayuan Architecture Design Consulting 